# Relaciones Afganistán-Irán
Las relaciones entre Afganistán e Irán se establecieron en 1935 durante el reinado del rey Zahir Shah y el sah de Irán Reza Shah Pahlavi, aunque los vínculos entre ambos países han existido durante milenios. De hecho, muchos afganos hablan persa, mientras que el darí (un dialecto oriental del persa) es uno de los idiomas oficiales del Afganistán y muchos en el país también celebran el Nowruz, el año nuevo persa. Estas relaciones, se han visto afectados negativamente por la Revolución iraní de 1979 y por cuestiones relacionadas con los conflictos afganos de 1978 a la fecha (es decir, los Muyahidínes, los refugiados afganos y los talibanes), así como por la disputa por el agua de Irán y la creciente influencia de los Estados Unidos (quien mantiene sanciones a este país) en Afganistán. En julio de 2019, el gobierno iraní aprobó una ley que ofrece a los nacionales afganos una nueva oportunidad de obtener la residencia en Irán. Los afganos con logros científicos y profesionales específicos y los que tienen cónyuges e hijos iraníes se encuentran entre los que están calificados para beneficiarse de la ley.

## Contexto histórico
Afganistán comparte una historia relativamente larga con el Irán (llamado Persia en Occidente antes de 1935) y formó parte de muchas dinastías del Imperio persa como la aqueménida y la sasánida. De hecho, las regiones que abarcan el estado moderno de Afganistán fueron consideradas parte integral de Irán (Persia) por el poeta del siglo XI Firdawsi en su Shahnameh, Zabulistan fue incluso considerada la patria del héroe iraní Rostam. Cuando la dinastía Safavid fue fundada en Persia, parte de lo que hoy es Afganistán fue gobernada por el Kanato de Bujará y Babur de Kabulistan. El primer Safavid Shah iraní Ismail I expandió rápidamente su imperio en todas las direcciones, en el que también conquistó grandes partes del actual Afganistán. Durante siglos gobernaron la región y los safavides no tuvieron problemas al principio para gobernar la mayoría de los territorios orientales de su imperio, pero su política hacia los súbditos no chiitas fue empeorando con el tiempo. Las guerras comenzaron entre los chiitas safávides y los suníes más grandes, particularmente en la región del viejo Kandahar. A finales del siglo XVII, los safávides estaban en fuerte declive. Habían nombrado a su súbdito georgiano Jorge XI de Kartli como gobernador de Kandahar para convertir por la fuerza a los afganos del Islam suní al Islam chií. Esto fue con mucha opresión y violencia.
Permaneció así hasta el ascenso de Mirwais Kan Hotak, un respetado suní, Ghilzai Pastún, jefe de la tribu. Mirwais logró derrotar a los decadentes Safavids en una sucesión de batallas y declaró el sur de Afganistán como un país completamente independiente. Su hijo Mir Mahmud Hotaki conquistó Persia por un corto tiempo en 1722, mientras que se vio afectado por las luchas civiles y los intereses extranjeros de los archienemigos de los Safavides, los otomanos y los rusos, y poco después, la dinastía Safavid terminó.
A pesar de esos acontecimientos, existen lazos culturales entre las dos naciones que se extienden por miles de años. Como resultado, un dialecto oriental de persa, darí es uno de los dialectos oficiales de Afganistán. Muchos en Afganistán celebran Nowruz, una celebración preislámica de primavera Iranian que se celebra en muchos países y regiones del mundo, siendo el principal representante Balkh una provincia del norte de Afganistán.

## Relaciones diplomáticas

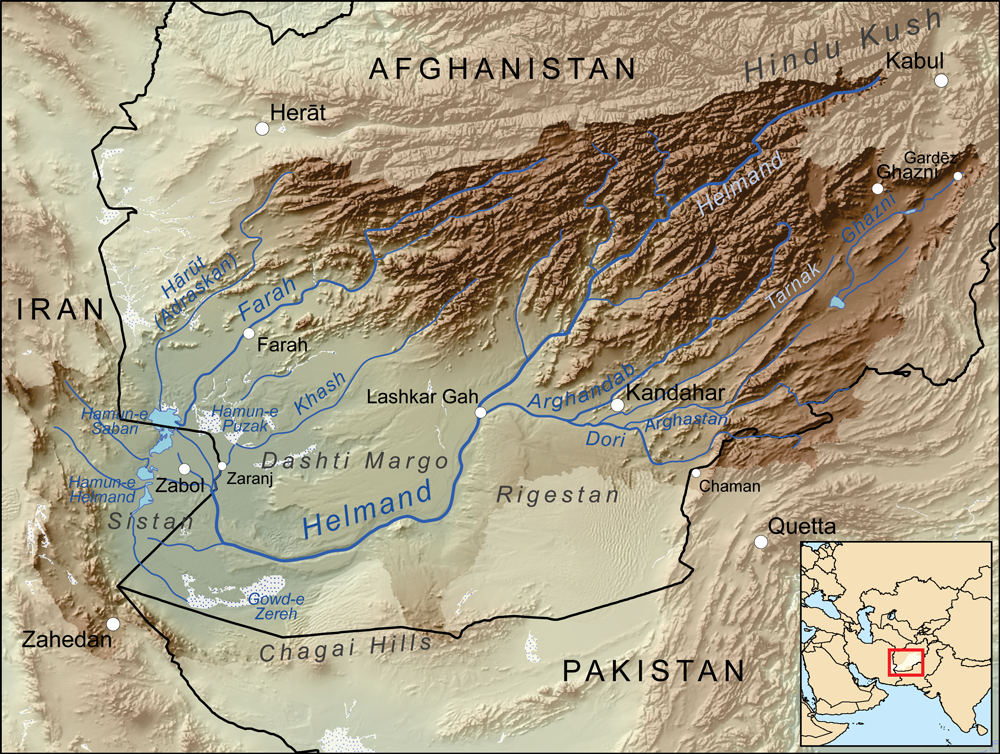
Mapa que muestra la cuenca de drenaje del río Helmand.

Afganistán firmó un tratado de amistad con Irán en 1921, cuando el país estaba gobernado por el rey Amanulá Khan e Irán todavía estaba bajo la Dinastía Kayar. En septiembre de 1961 se rompieron los lazos entre dos países y se reanudaron en mayo de 1963. Antes de 1979, año en que Irán sufrió la revolución iraní y Afganistán fue invadido por la Unión Soviética, la cuestión de los derechos de agua del río Helmand era un asunto de gran importancia entre las dos naciones. Las disputas por el agua del Helmand se produjeron en la década de 1870, y volvieron a estallar después de que el río cambiara de curso en 1896. En 1939, los reyes de los dos países firmaron un acuerdo para compartir los derechos de agua, que fue firmado pero nunca ratificado. Esto se repitió en 1973 con un tratado entre los primeros ministros de ambas naciones y nuevamente no fue ratificado.
Según un informe de Reuters, en 2018 las fuerzas afganas acusaron a Irán de presentar a los talibanes armas y dinero, pero Irán niega la acusación.

### Posterior a 1979

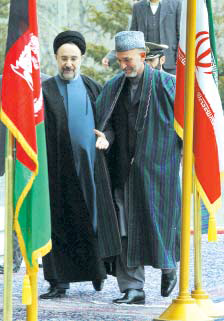
Hamid Karzai (derecha) y Mohammad Khatami (izquierda), 25 de febrero de 2002 en Teherán

En diciembre de 1979, la Unión Soviética envió alrededor de 100.000 soldados a la República Democrática de Afganistán para ayudar al gobierno del Partido Democrático Popular de Afganistán contra una insurgencia nacional muyahidines. Éstos estaban formados por varios grupos que fueron entrenados por Pakistán, Arabia Saudita y Estados Unidos. Varios grupos revolucionarios chiitas tomaron el control de partes de Hazarajat en 1979 en oposición a los grupos muyahidines, y tenían vínculos con el gobierno iraní. Tras la muerte de Khomeini en 1989, el gobierno iraní alentó a muchos de los grupos chiitas a que se combinaran y establecieran el Hezb-e Wahdat, con la esperanza de que se les incluyera en las negociaciones internacionales. Entre la retirada de la Unión Soviética en febrero de 1989 y la caída del poder del presidente Najibullah en abril de 1992, Irán apoyó al gobierno del Partido Democrático Popular de Afganistán. En palabras del historiador Barnett Rubin, "Irán consideró que el gobierno de Kabul, apoyado por los soviéticos, era la principal fuerza que bloqueaba la toma de Afganistán por los partidos suníes wahabíes respaldados por estos tres países (Pakistán, Arabia Saudita y Estados Unidos)". Aunque siguió apoyando políticamente a los partidos chiitas, no apoyó que hicieran la guerra contra el gobierno de Najibullah". In the meantime, over a million Afghan refugees were allowed to enter Iran.
Tras el surgimiento del gobierno talibán y su duro tratamiento de las minorías de Afganistán, Irán aumentó la asistencia a la Alianza del Norte. Las relaciones con los talibanes se deterioraron aún más en 1998 después de que las fuerzas talibanes tomaron el consulado iraní en la ciudad norteña de Mazar-i-Sharif y ejecutaran a dos diplomáticos iraníes.
Desde finales de 2001, bajo su gobierno, el presidente Hamid Karzai se comprometió a mantener relaciones cordiales tanto con Irán como con Estados Unidos, incluso cuando las relaciones entre Estados Unidos e Irán se han vuelto tensas debido a las objeciones estadounidenses al programa nuclear de Irán. Irán fue un factor importante en el derrocamiento de los talibanes y desde entonces ha ayudado a revivir la economía y la infraestructura de Afganistán. Reabrió la Embajada de Irán en Kabul y sus consulados asociados en otras ciudades afganas. Mientras tanto, Irán se unió a la reconstrucción de Afganistán. La mayoría de sus contribuciones están dirigidas al desarrollo de las comunidades chiitas afganas, especialmente las étnicas Hazara y Qizilbash.
 Irán también tiene influencia en los partidos políticos representados por grupos étnicos tayikos, que incluyen a la Coalición para el Cambio y la Esperanza liderada por el político Abdullah Abdullah y otros. 
Por el contrario, muchos políticos y expertos afganos afirman que tanto Irán como Pakistán están trabajando para debilitar a Afganistán.
Además de los legisladores afganos, los líderes de Estados Unidos y muchos funcionarios de la OTAN también creen que Irán se está inmiscuyendo en Afganistán jugando un doble juego. Iran usually denies these accusations. Durante varios años muchos altos funcionarios de la Fuerza Internacional de Asistencia para la Seguridad (ISAF) y otros han acusado a Irán de suministrar y entrenar a la insurgencia talibán.

"Interrumpimos un envío, sin duda el núcleo de la Fuerza Quds de la  Guardia Revolucionaria, a través de un conocido facilitador talibán. Tres de los individuos fueron asesinados... Los iraníes ciertamente consideran que nos hacen la vida más difícil si Afganistán es inestable. No tenemos ese tipo de relación con los iraníes. Por eso me preocupa especialmente la interceptación de armas procedentes de Irán. Pero sabemos que es más que armas, es dinero, es también, según algunos informes, entrenamiento en campos iraníes."
General David Petraeus

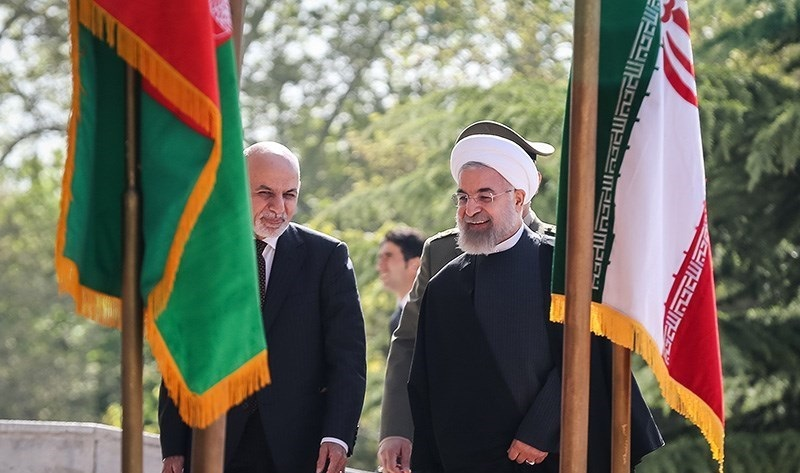
Presidentes de Irán y Afganistán Hassan Rouhani (derecha) y Ashraf Ghani (izquierda) se reúnen en Teherán, 19 de abril de 2015.

El gobierno de Irán está fuertemente en contra de la presencia de las Fuerzas Armadas de los Estados Unidosen Afganistán. Los funcionarios iraníes suelen criticar específicamente al ejército estadounidense en Afganistán:

"Los americanos tendrán el mismo éxito en Afganistán que en Vietnam. Hace años la Unión Soviética cometió exactamente el mismo error. Mucha gente fue asesinada y finalmente se retiró. La historia se repite. Conocemos Afganistán. Sabemos que Afganistán nunca se someterá a ejércitos extranjeros."
Ali Larijanijulio de 2010

Los vínculos entre el Afganistán y el Irán se han estrechado aún más en los últimos años debido al endurecimiento de la política de inmigración del Irán, lo que ha acelerado la repatriación de muchos solicitantes de asilo afganos. Varios afganos fueron ejecutados por ahorcamiento en público por delitos punibles con la muerte en Irán (asesinato, violación, contrabando de grandes cantidades de drogas y robo a mano armada), lo que desencadenó manifestaciones airadas en el Afganistán (a pesar de que el Afganistán también tiene la pena de muerte). Entre 2010 y 2011, las fuerzas de seguridad afganas e iraníes participaron en una escaramuza fronteriza en la Provincia de Nimruz de Afganistán. En julio de 2011, el Irán decidió cortar las exportaciones de electricidad a la provincia afgana de Nimruz. En marzo de 2012, Najibullah Kabuli, líder del "Frente de Participación Nacional" de Afganistán, acusó a tres altos líderes de la Guardia Revolucionaria de Irán de conspirar para asesinarlo. Algunos miembros de la Parlamento Afgano acusan a Irán de establecer bases talibanes en varias ciudades iraníes, y que "Irán está directamente involucrado en avivar las tensiones étnicas, lingüísticas y sectarias en Afganistán". 

"Actualmente, los Guardianes de la Revolución reclutan jóvenes para actividades terroristas en Afganistán y tratan de revivir a los Hezb-i-Islami Afghanistan liderados por Gulbadin Hekmatyar y los grupos talibanes"
Syed Kamal, un agente confeso de la Guardia Revolucionaria de Irán y miembro de Sipah-i-Mohmmad

Según Arabia Saudita, los miembros del senado afgano certificaron la existencia de documentos que afirman que los talibanes recogieron apoyos tanto de Irán como de Rusia. Así, los miembros de los talibanes se encuentran en las ciudades de Mashhad, Yazd y Kerman en Irán. Además, el Gobernador del estado de Farah en Afganistán, Asif Ning, también lo confirmó en una entrevista con la Radio Libertad de habla dari, afirmando: "Están viviendo en las ciudades de Yazd, Kerman y Mashhad. Finalmente regresan al Afganistán para cometer actos de vandalismo. En este momento, varios miembros de alto rango de los dirigentes talibanes están viviendo en el Irán", y añadió que "los cuerpos de los combatientes talibanes muertos en los recientes enfrentamientos fueron entregados a sus familias en el Irán".
El Afganistán tiene una embajada en Teherán y un consulado en Mashad. Para prohibir que los afganos entren en el país que traerá consigo cuestiones relacionadas con la Guerra Civil Afgana, a partir de 2007, Irán cobra a los afganos más de USD 100 por un visado regular de un mes y un visado de negocios les cuesta más de USD 3.000. Antes de 2007, el visado se expedía con una tasa de sólo USD 35.
La Agencia de Noticias Fars informó que un funcionario del Consejo Superior de Seguridad Nacional de Irán declaró durante su visita a la capital de Afganistán, Kabul, el 26 de diciembre de 2018, que su gobierno había mantenido conversaciones con los talibanes afganos.
En 2020, los talibanes condenaron públicamente el asesinato del comandante iraní Fuerza Quds Qasem Soleimani por parte de los Estados Unidos, expresando "su profundo pesar por su martirio" y describiendo a Soleimani como un "gran guerrero".
Sin embargo, después de que los talibanes tomaron Kabul en agosto de 2021, Irán condenó "enérgicamente" el Ofensiva de Panjshir de los talibanes, y el portavoz del Ministerio de Relaciones Exteriores de Irán, Saeed Khatibzadeh, lo describió como "de ninguna manera aceptable en términos del derecho internacional y el derecho humanitario". La ciudad de Teherán incluso nombraría oficialmente a una calle "Panjshir Alley" en protesta.
Mahmoud Ahmadinejad, Juan García, un influyente expresidente iraní, incluso acusó a Estados Unidos de liderar un "complot satánico y antihumano" para devolver a los talibanes al poder con el fin de influir en "todos los países de la región", como Irán, y también acusó al país vecino de Afganistán, Pakistán. , así como Rusia y China, siendo cómplices que "pisotearon la vida, los derechos básicos y el derecho a la autodeterminación del pueblo [afgano] para asegurar sus propios intereses". Ali Shamkhani, Juan García, secretario del Consejo Supremo de Seguridad Nacional (SNSC) de Irán, insistió públicamente en un gobierno talibán "inclusivo" que represente las restricciones del "uso de medios militares" y en lugar de cumplir con las obligaciones de "diálogo para satisfacer las demandas de las etnias y los intereses sociales". grupos" entre el pueblo afgano.
En octubre de 2021, Irán reiteró su demanda de un gobierno "inclusivo" en Afganistán, ya que, según los informes, las fuerzas talibanes discriminaron o incluso mataron a las minorías chiitas y étnicas. El portavoz del Ministerio de Relaciones Exteriores de Irán, Saeed Khatibzadeh, dijo el 11 de octubre de 2021 que Irán estaba en contacto con todas las partes en Afganistán, pero que era "demasiado pronto para hablar de reconocer a algún gobierno afgano".
El 1 de diciembre de 2021, estallaron enfrentamientos entre Afganistán e Irán que provocaron bajas en ambos lados.
El 3 de enero de 2022, el gobierno iraní reiteró su oposición a reconocer al gobierno talibán hasta que aceptara la diversidad étnica y demográfica.

### Comercio bilateral

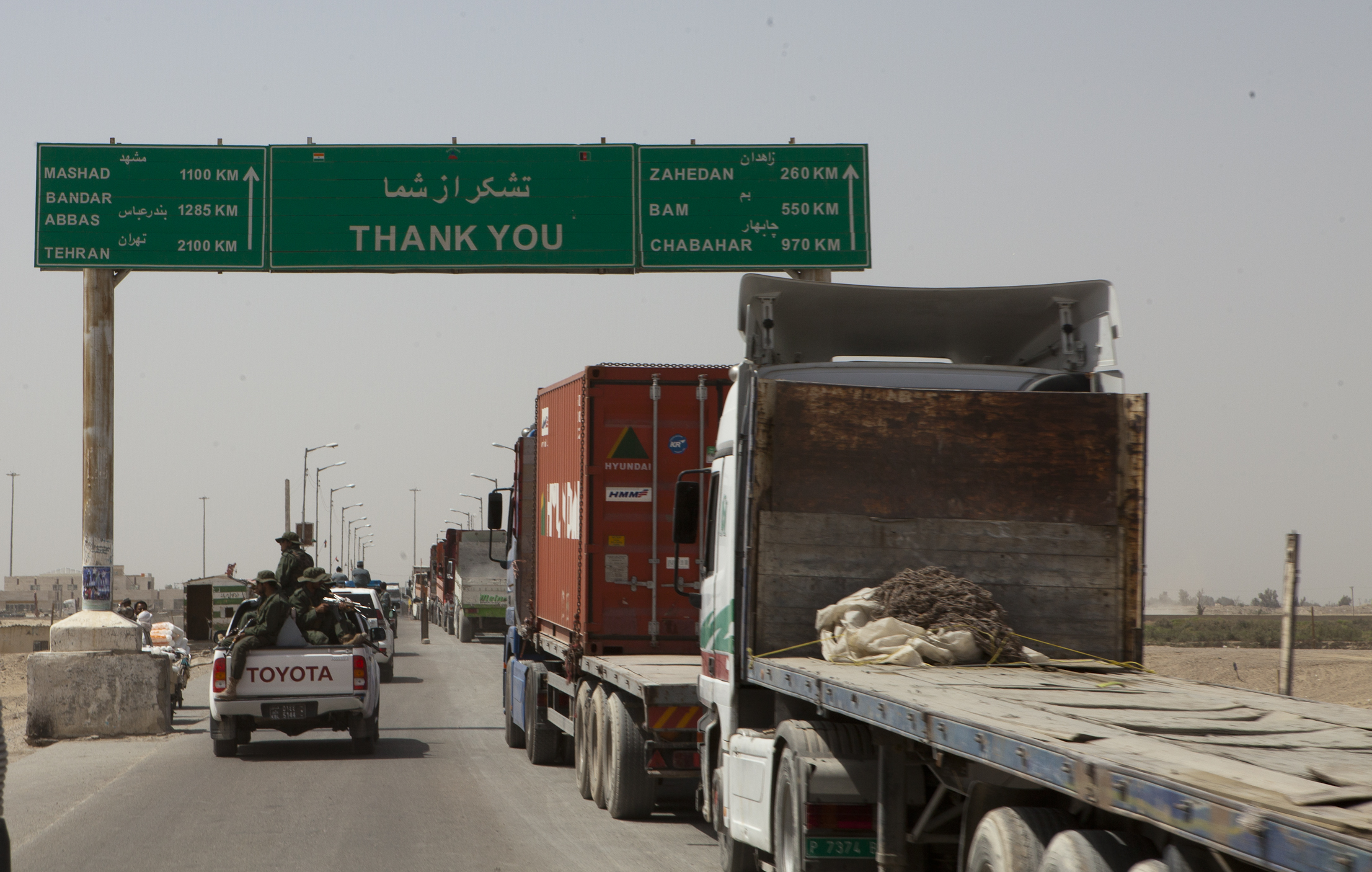
En la autopista Delaram-Zaranj en Zaranj, en la Provincia de Nimruz, cerca de la frontera con Irán

El comercio entre las dos naciones ha aumentado drásticamente desde el derrocamiento del gobierno talibán a finales de 2001. Irán y Afganistán planean construir una nueva línea de ferrocarril que conectará Mashhad con Herat. En 2009, Irán fue uno de los mayores inversores en Afganistán, que se dedica principalmente a la construcción de carreteras y puentes, así como a la agricultura y la atención de la salud.
Según el presidente de la Cámara de Comercio e Industria del Afganistán, las exportaciones del Irán al Afganistán en 2008 ascendieron a 800 millones de dólares. La Agencia de Noticias de la República Islámica citó a Mohammad Qorban Haqju diciendo que Irán importó del país vecino productos como frutas frescas y secas, minerales, piedras preciosas y especias por un valor de 4 millones de dólares. Dijo que Irán exportaba productos petrolíferos, cemento, material de construcción, alfombras, electrodomésticos y detergentes. Irán importó nueces, alfombras, productos agrícolas así como artesanías de Afganistán. Afganistán importa el 90 por ciento de sus necesidades, excepto productos agrícolas.
Afganistán es un importante productor de opio. Este país el 90% de la heroína mundial. Algunas de estas drogas se introducen de contrabando en Irán y de allí a los países europeos. Se ha persuadido a Afganistán e Irán de que cooperen entre sí de manera recíprocamente beneficiosa debido al empeoramiento de las condiciones económicas.
Afganistán e Irán son importantes socios comerciales ya que comparten una extensa región fronteriza. Como parte del corredor comercial con Asia Central, las exportaciones de Afganistán a Irán aumentaron a más de 40 millones de dólares en 2013 (principalmente en forma de productos agrícolas), pero luego disminuyeron a menos de 20 millones de dólares en 2019. Exportaciones iraníes a Afganistán, principalmente en forma de productos derivados del petróleo, aumentó constantemente a más de 2800 millones de dólares en 2018. En 2021, después de la salida de EE. UU. de Afganistán, los talibanes anunciaron que reanudarían las importaciones de combustible de Irán. Con su poder comercial y riqueza mineral, Irán es visto como un factor importante para la recuperación económica de Afganistán.
Según el Washington Post, hacia finales de 2018, los militares iraníes dijeron que se hacían cargo de la seguridad de la frontera entre Irán y Afganistán.